# Sedniv
Sedniv (ukrainien : Седнів, russe : Седнев) est une commune urbaine de l'oblast de Tchernihiv, en Ukraine. Elle compte 1 063 habitants en 2021.

## Lieux d'intérêt

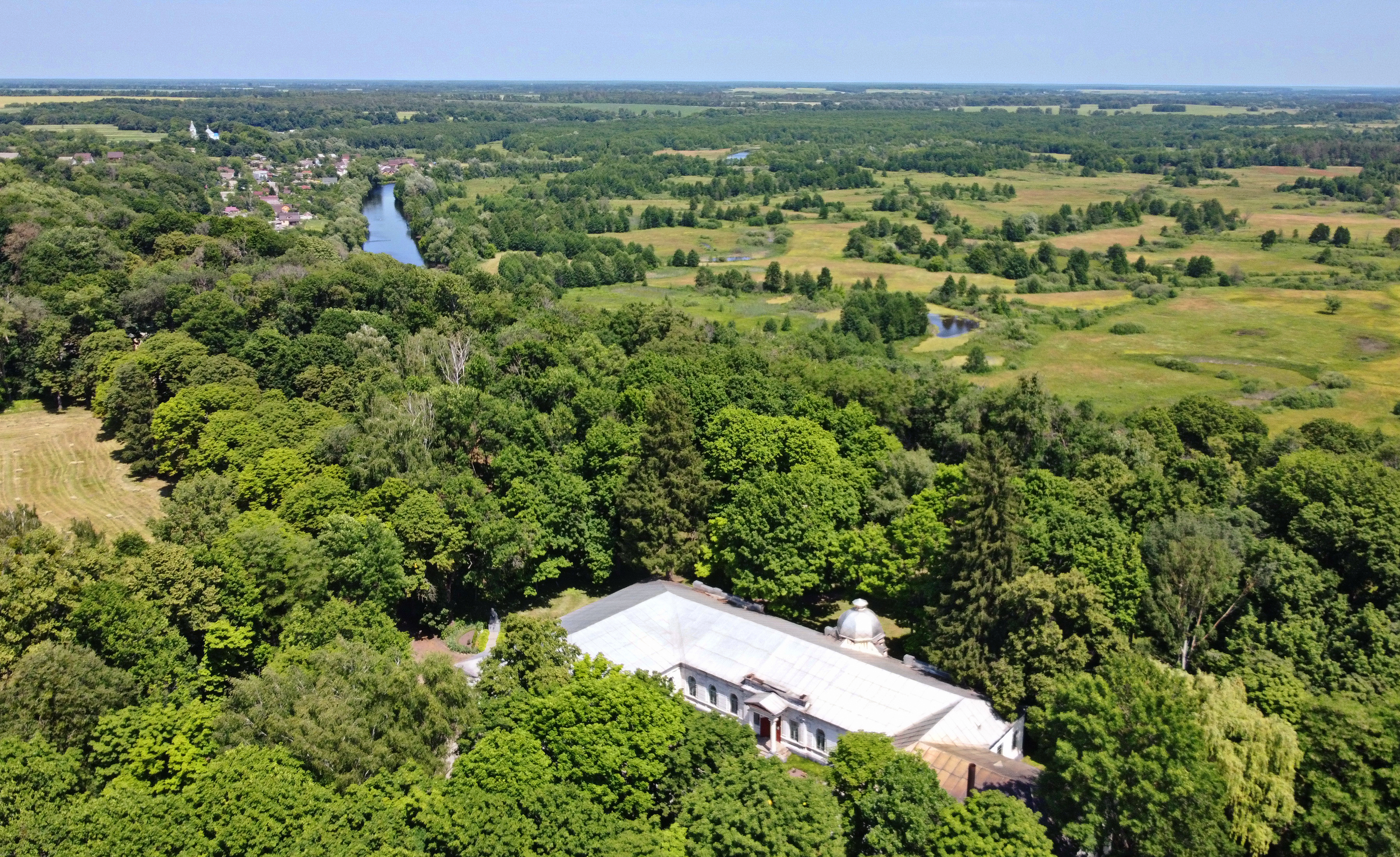
Le Domaine Lyzohoub qui est classé,
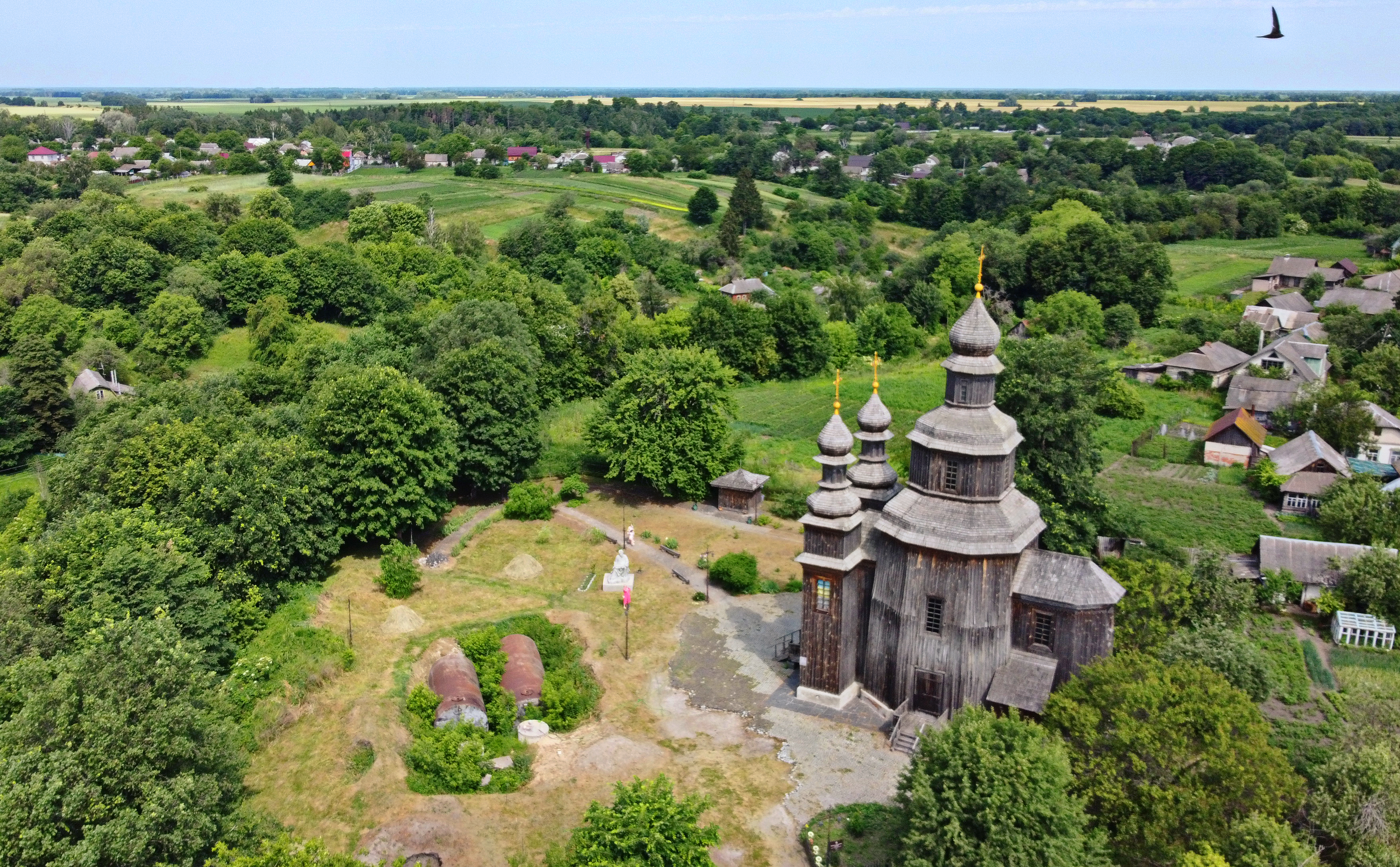
église st-Georges[3] du fort Snovsk
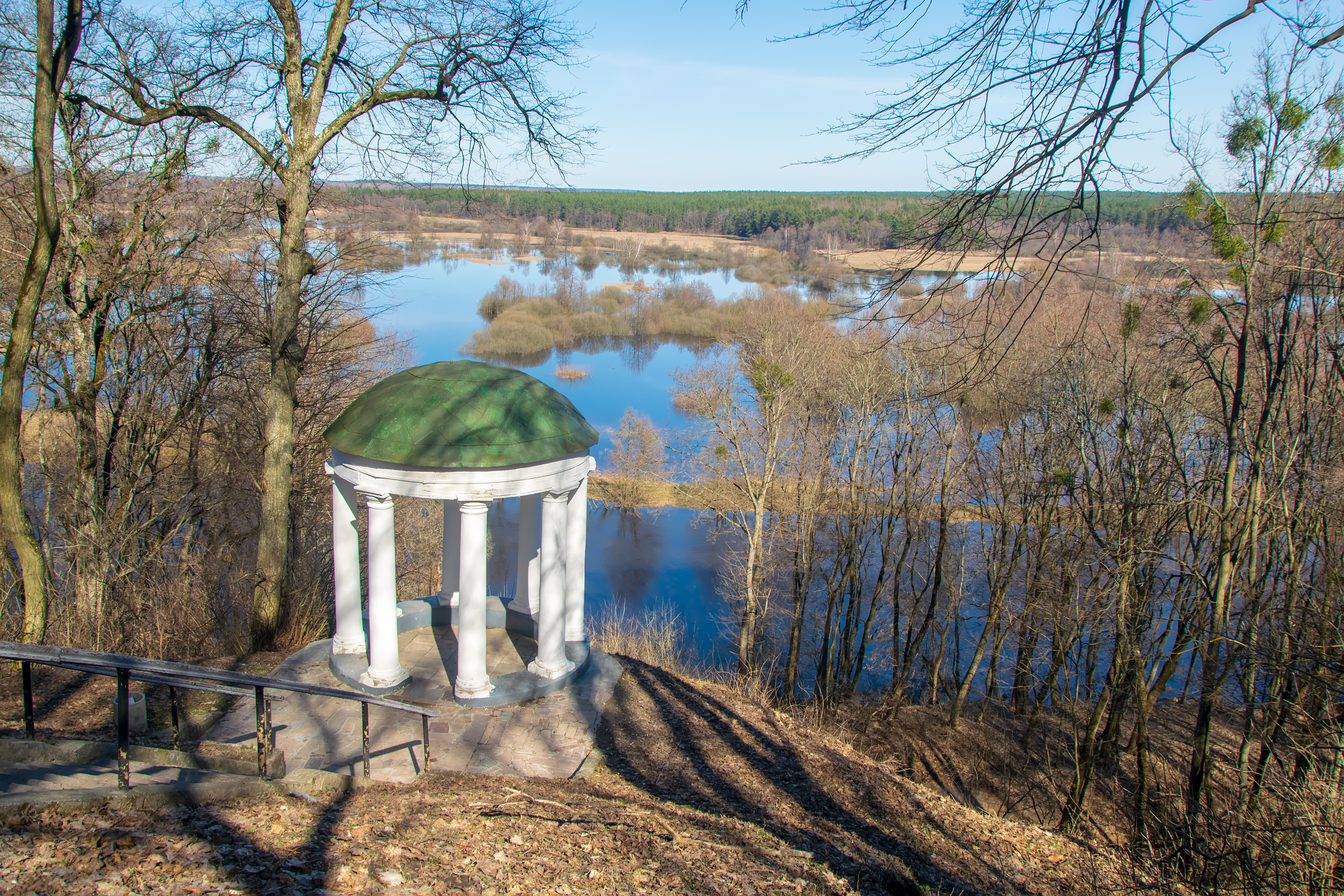
point de vue Hlibov classé[5].